# Экк, Владимир Егорович
Владимир Егорович Экк (22 февраля (6 марта) 1818 — 21 января (2 февраля) 1875) — заслуженный профессор Императорской медико-хирургической академии, доктор медицины, один из первых исследователей вирусных заболеваний. Тайный советник (1871).

## Биография
Родился 22 февраля 1818 года в Санкт-Петербурге, отец Владимира был уроженцем немецкого города Байройта, известным богословом, который переехал в начале XIX века в Санкт-Петербург. Мать В. Е. Экка была сначала замужем за ювелиром, но после его смерти вышла замуж во второй раз.
Родители хотели дать сыну домашнее образование, но его мать умерла в 1831 году от холеры, а через год умер его отец от тифа. У него был старший брат, служивший в военно-медицинском ведомстве. Владимир Экк решил пойти по стопам брата и стать медиком, он начал готовиться к поступлению в Петербургскую медико-хирургическую академию. Брат Экка пригласил к нему нескольких учителей. Усердно занимаясь, Экк к 15 годам был хорошо подготовлен, и выдержал испытание на право быть зачисленным в вольнослушатели.
В академии он познакомился с Н. Ф. Здекауером, поселился жить вместе с ним в одной квартире и позже женился на его сестре.
Окончил академию Экк в 1838 году с золотой медалью, имя его было занесено на мраморную доску в академии, и он был назначен полковым лекарем. Затем Экк был назначен ординатором в клинику академии, где готовил докторскую диссертацию. Также работал репетитором ботаники. С 1845 года он был сверхштатным врачом Петербургского Мариинского института.
Темой исследований Экка были внутренние болезни. В 1845 году Экк написал первое сочинение «О современном состоянии диагностики», в 1846 году защитил диссертацию «О воспалении легких» на степень доктора медицины. После написания диссертации он прекратил заниматься ботаникой и был послан за границу за счёт казны для усовершенствований медицинских знаний. За границей он изучал теоретическую и практическую медицину в клиниках Вены, Парижа и Берлина. В 1848 году Экк вернулся в академию и более 25 лет был ординарным профессором по кафедре специальной терапии, последние 9 лет жизни заведовал отделением клиники академии.
В 1866 году Экк заболел тифом, заразив при этом одного из своих пациентов, болезнь протекала тяжело, но Экк выжил. Для лечения осложнений был приглашен профессор Э. Э. Эйхвальд, который рекомендовал прекращение работы и покой. В этот период У Экка умерла жена, а вскоре, после его второго брака, и старшая дочь. Экк умер от прогрессивного паралича. Похоронен на Волковском лютеранском кладбище в Санкт-Петербурге.